# Джордж Гордон Байрон

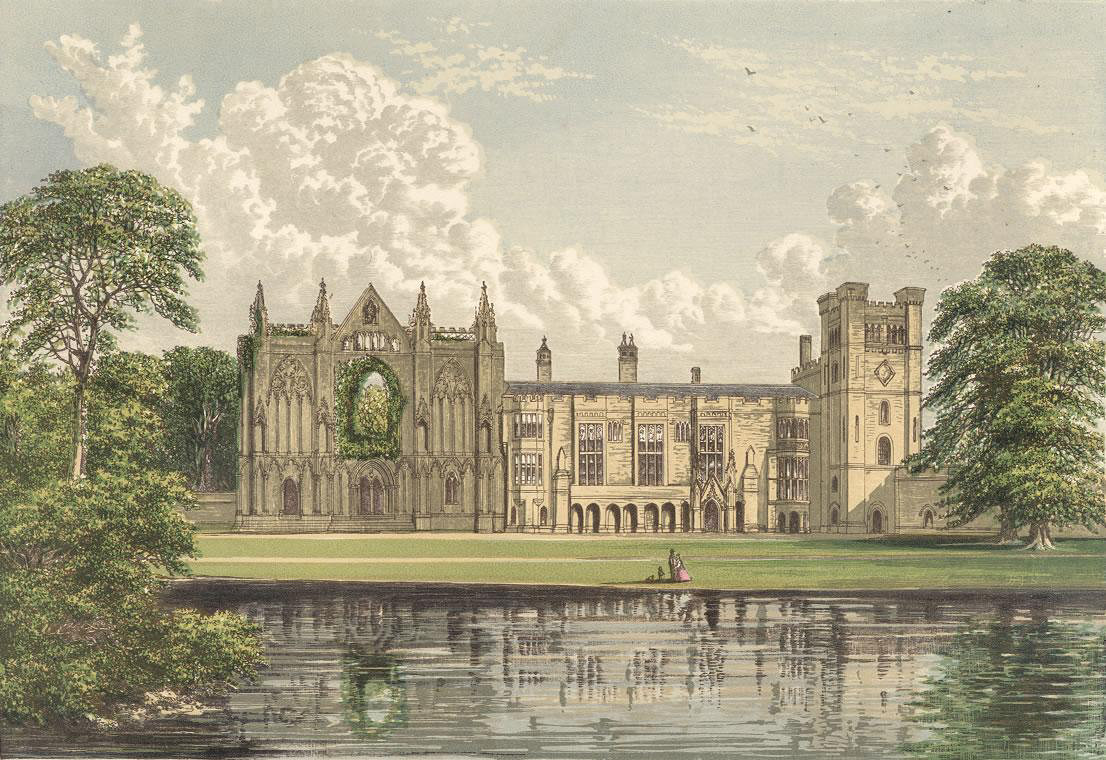
Ньюстедське абатство, зруйноване під час тюдорівської секуляризації — родовий маєток Байронів

Джордж Но́ел Го́рдон Ба́йрон, шостий барон Байрон (англ. George Noel Gordon Byron; 22 січня 1788, Лондон — 19 квітня 1824, Месолонгіон, Грецька республіка) — англійський поет, який став символом романтизму і політичного лібералізму в Європі XIX століття. Поряд з Персі Біші Шеллі і Джоном Кітсом представляє молодше покоління британських романтиків. Його alter ego — Чайльд-Гарольд став прототипом незліченних байронічних героїв у літературі різних країн Європи. Мода на байронізм тривала і після смерті Байрона, навіть попри те, що до кінця життя у віршованому романі «Дон Жуан» і жартівливій поемі «Беппо» сам Байрон перейшов до сатиричного реалізму з опорою на спадщину Александера Поупа. Учасник Грецької революції.

## Життя і творчість
Його предки, вихідці з Нормандії, прийшли до Королівства Англія разом з Вільгельмом Завойовником і після битви при Гастінгсі були нагороджені багатими маєтками, відібраними у саксів. Первісне ім'я Байронів — Бурун. Це ім'я часто зустрічається в середньовічних лицарських літописах.
Джордж Гордон народився в Лондоні в старовинній, але збіднілій дворянській родині. Гордон — друге особисте ім'я Байрона, дане йому при хрещенні і збігається з дошлюбним прізвищем матері. Батько Байрона, претендуючи на шотландські володіння свого тестя, використовував «Гордон» як другу частину прізвища (Байрон-Гордон), а сам Джордж був записаний в школу під таким же подвійним прізвищем. Його батько, Джон Байрон був офіцером британської армії, вдівцем. Від першого шлюбу у нього була донька Августа, яку виховувала бабуся, і її дружба з братом Джорджем розпочалася лише у 1804 р. батьки Байрона розлучились відразу після його народження. Джон Байрон, ховаючись від кредиторів, виїхав до Французького королівства, де помер у віці 36 років. На той час Джорджу виповнилося лише 3 роки, тому він уявляв батька лише з розповідей близьких йому людей, але до імені батька ставився з повагою.
У десять років, після смерті двоюрідного дідуся, Байрон успадкував титул лорда та Ньюстедське абатство, старовинний маєток у графстві Ноттінгемшир (великому промисловому центрі Великої Британії). Саме тут Джордж став свідком жахливого визиску пролетаріату й виступів луддитів. Тоді, десятирічний Байрон так сильно закохався в свою кузину Мері Дафф, що, почувши про її заручини, впав у істеричний припадок. У 1799 році він вступив до школи доктора Глені, де пробув два роки і весь час лікував свою хвору ногу, після чого досить одужав, щоб надягати чоботи. У ці два роки він навчався дуже мало, зате прочитав всю багату бібліотеку доктора. Перед від'їздом в школу в Херроу Байрон знову закохався — в іншу кузину, Маргариту Паркер. «Години дозвілля» (1807) — перша, ще не цілком самостійна збірка віршів. Сатирична поема «Англійські барди і шотландські оглядачі» (1809) поклала початок теоретичній полеміці Байрона з реакційним романтизмом, якої він не припиняв протягом всього життя. Байрон суворо осуджував поетів так званої «озерної школи» за зраду прогресивних ідей, нещадно висміював потяг до середньовіччя, містики.
Літературну славу й світове визнання принесла Байрону перша пісня «Паломництво Чайльда Гарольда» (1812), написана під враженням подорожі до Португалії, Іспанії, Албанії, Греції, Османської імперії. Публікація цього поетичного щоденника знаменувала собою народження революційної течії в англійському романтизмі. Саме тут Байрон уперше заявив про свої симпатії до національно-визвольної боротьби поневолених народів і про свою ненависть до загарбницьких воєн. Для цього він використав традиційну на той час форму мандрів романтичного героя.
Повернувшись до Англії, Байрон бере активну участь у політичному житті країни, виступає в палаті лордів проти закону про смертну кару для луддитів та ін. Своє обурення реакційною політикою уряду, ідею неминучості народної помсти Байрон втілив у сатиричній «Оді авторам білля проти руйнівників верстатів» (1812), а також у віршах та епіграмах 1812—1816. У ці ж роки Байрон створює ліричні вірші, в яких тема кохання поєднується з волелюбними ідеями, а також цикл так званих східних поем («Гяур», «Абідоська наречена», 1813, «Корсар», «Лара», 1814, дещо пізніше — «Мазепа», 1818, та ін.), об'єднаних спільними настроями. В цих поемах особливо помітні суперечності світогляду Байрона — могутній протест поета-романтика проти ненависної йому дійсності і анархо-індивідуалістичні мотиви та песимізм. Настрої трагічної самотності, відчаю, нігілістичне заперечення можливостей суспільного прогресу особливо виявились у вірші «Пітьма» (1816), у філософській драмі «Манфред» (1817) та в деяких інших творах, написаних після другого вимушеного від'їзду Байрона з батьківщини внаслідок жорстоких переслідувань його панівними класами Великої Британії. Так звана світова скорбота Байрона виникла насамперед під впливом духовної кризи, пережитої поетом у зв'язку з крахом ідеалів Французької революції та реставрацією «старого режиму» в Європі після падіння Наполеона. Сила Байрона в тому, що він зумів перебороти свої вузько індивідуалістичні й песимістичні настрої і в громадсько-політичній діяльності та у найкращих творах залишився активним борцем проти реакції, за краще майбутнє народу. Цю силу він черпав у живому зв'язку з визвольними рухами сучасності. Навіть у найтяжчі для нього часи внутрішньої розгубленості Байрон вірний своїм демократичним принципам. У поемі «Шільйонський в'язень» (1816) він оспівав мужність швейцарського республіканця XVI століття Боннівара, створив бойовий гімн англійських луддитів — «Пісня для луддитів» (1816).

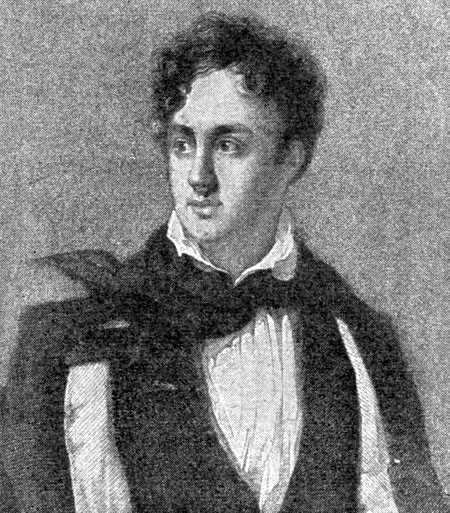
Байрон Джордж Гордон

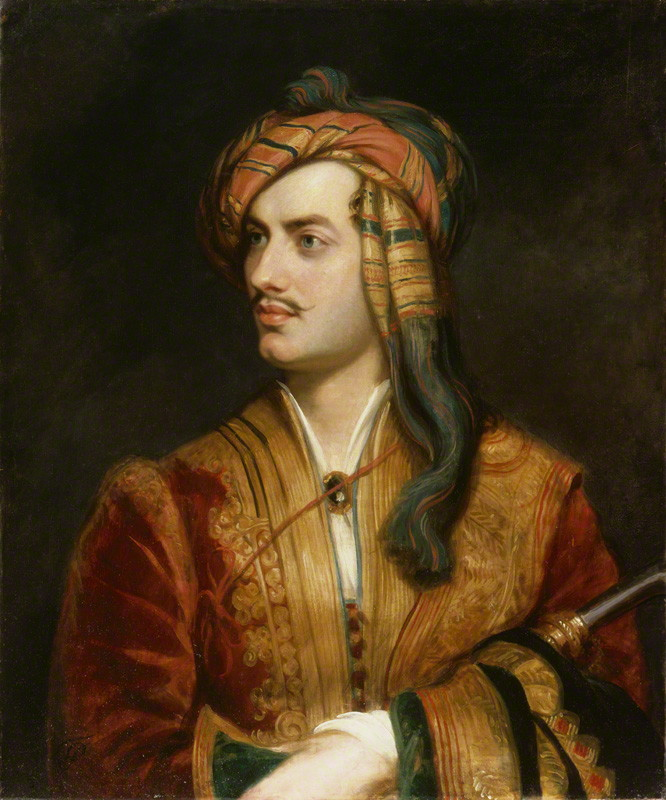
Лорд Байрон в албанському костюмі, 1813, художник Томас Філіпс, авторська копія 1835 року, Національна портретна галерея (Лондон)

У 3-й і 4-й піснях «Чайльда Гарольда» (1817—1818) поет заявляє про свою відданість поглядам французьких просвітників, висловлює віру в справу революції. З 1817 по 1823 Байрон жив в Італії, брав активну участь у боротьбі карбонаріїв. Серед численних творів цього періоду, позначеного найвищим розквітом поетичного генія Байрона, особливе місце належить містерії «Каїн» (1821). Біблійна легенда про перших людей на землі під пером Байрона набирає могутнього атеїстичного й революційного звучання. Мотиви «світової скорботи» поєднуються з ідеями прометеївського богоборства й гуманізму.
Байрон був не тільки романтиком. Він також написав злободенно-сатиричні твори, позначені виразним реалізмом («Видіння суду», 1821; «Бронзова доба», 1823, та інші). Незакінчений роман у віршах «Дон Жуан» (1819— 23; 16 пісень) завершує творчий шлях поета. Це грандіозний критичний огляд суспільного життя тогочасної Європи. Протест Байрона проти соціального й національного рабства, мілітаризму, церкви, суспільної моралі й тема революційного народу звучать тут з особливою силою, бо розкриваються вони переважно реалістичними художніми засобами. Останні місяці свого життя Байрон перебував у Греції, де в рядах грецької армії боровся за визволення Греції з-під османського ярма. Там же (в грецькому місті Месолонгіон) він захворів на пропасницю, від якої помер.
Могутня творча індивідуальність і блискучий волелюбний талант поета здобули всесвітнє визнання. Байрон мав надзвичайно великий вплив на передову літературу свого часу. Він завоював любов і пошану Віктора Гюго, Генріха Гейне, Шандора Петефі, Адама Міцкевича. За свідченням Енгельса, Байрон був улюбленим поетом англійських робітників епохи чартизму. Своїм однодумцем його вважали декабристи. Твори Байрона перекладалися багатьма мовами; українською мовою їх перекладали Іван Франко, Леся Українка, Павло Грабовський, Пантелеймон Куліш, Микола Костомаров та інші.

### Світське життя
Байрон познайомився з Муром, і той увів його у вищий світ як «лева». До того часу він ніколи не був у великому світі і тепер віддався із захопленням вихору світського життя. Одного вечора Даллас застав навіть його в придворному вбранні, хоча Байрон до двору не поїхав. У великому світі кульгавий Байрон (у нього було трохи зведено коліно) ніколи не відчував себе вільно і зарозумілістю намагався прикривати свою незручність.
У березні 1813 він видав без підпису сатиру «Вальс», в травні ж надрукував розповідь з османського життя «Гяур», навіяну його подорожжю по Леванту. Публіка із захопленням прийняла цю розповідь про любов і помсту, і ще з більшим захопленням зустріла поеми «Абідоська наречена» і «Корсар», що вийшли в тому ж році. У 1814 він видав «Єврейські мелодії», що мали колосальний успіх, і багато разів переказані на всі європейські мови, а також поему «Лара» (1814).

### Шлюб, розлучення і скандал
У листопаді 1813 року Байрон освідчився міс Мілбенк, дочці Ральфа Мілбенка, багатого баронета, внучці і спадкоємиці лорда Уентворта. «Блискуча партія, — писав Байрон Муру, — хоча освідчився я не внаслідок цього». Він отримав відмову, але міс Мілбенк висловила бажання вступити з ним у листування. У вересні 1814 року Байрон повторив свою пропозицію, і вона була прийнята, а в січні 1815 вони повінчалися.
У грудні у Байрона народилася дочка на ім'я Ада, а в наступному місяці леді Байрон залишила чоловіка в Лондоні і виїхала до маєтку батька. В дорозі вона написала чоловікові ласкавий лист, що починався словами: «Милий Дік», і підписаний: «Твоя Поппін». Через кілька днів Байрон дізнався від її батька, що вона зважилася ніколи більше до нього не повертатися, а слідом за тим сама леді Байрон сповістила його про це. Через місяць відбулося формальне розлучення. Байрон підозрював, що дружина розійшлася з ним під впливом своєї матері. Леді Байрон прийняла всю відповідальність на себе. Перед своїм від'їздом вона закликала на консультацію доктора Больї і питала його, не зійшов чи її чоловік з розуму. Больі запевнив її, що це їй тільки здається. Після цього вона заявила своїм рідним, що бажає розлучення. Причини розлучення були висловлені матір'ю леді Байрон доктору Лешінгтону, і він написав, що причини ці виправдовують розлучення, але разом з тим радив подружжю примиритися. Після цього леді Байрон сама була у лікаря Лешінгтона і повідомила йому факти, після яких він також не вважав уже можливим примирення.
Справжні причини розлучення подружжя Байрон назавжди залишилися загадковими, хоча Байрон говорив, що «вони занадто прості, і тому їх не помічають». Публіка не хотіла пояснити розлучення тією простою причиною, що люди не зійшлися характерами. Леді Байрон відмовилася повідомити причини розлучення, і тому причини ці в уяві публіки перетворилися в щось фантастичне, і всі навперебій намагалися бачити в розлученні злочин, один жахливіший за інший. Видання вірша «Прощання з леді Байрон», в світ одним нескромним приятелем поета, підняло проти нього цілу зграю недоброзичливців. Але не всі засуджували Байрона. Одна співробітниця «Кур'єра» заявила друковано, що якби їй написав чоловік таке «Прощання», вона не забарилася б кинутися до нього в обійми. У квітні 1816 Байрон остаточно попрощався з Великою Британією, де громадська думка, в особі «озерних поетів», була сильно збурена проти нього.

### Життя за кордоном
Після розлучення Байрон покинув Велику Британію і більше ніколи не повертався.
1816 був прозваний роком без літа, і холодного дощового літа того року Байрон та його друзі романістка Мері Шеллі та її чоловік Персі Біші Шеллі грілися біля каміна у віллі на березі Женевського озера. Щоб якось розважитись Байрон запропонував писати жахастики, і Мері написала свого «Франкенштейна» — твір застереження про науку, який вперше поставив питання про те чи можуть машини мислити. На тій же віллі Байрон написав третю пісню «Паломництва Чайльд Гарольда», яку почав зі згадок про Аду:
Is thy face like thy mother's, my fair child!

⁠Ada! sole daughter of my house and heart?

### Діти
Єдиною шлюбною донькою лорда Байрона була Ада Лавлейс, відомий математик, яка вважається першою програмісткою у світі. У нього також була позашлюбна донька Клара-Аллегра, яка померла у віці п'яти років.

## Національний герой Греції
Джордж Байрон шанується у Греції як національний герой. Він вважається зачинателем масового руху філеллінізму, а день його смерті 19 квітня визнано Міжнародним днем солідарності філеллінів. Відомо також, що лорд Байрон був одним з найпалкіших опонентів Томаса Брюса Ельджина, який вивіз до Лондона фрагменти фризу та метоп афінського Парфенону. У поемі «Прокляття Мінерви» поет цілком засудив дії Ельджина.
Грецький варіант вимови прізвища поета Вірон — і нині популярне чоловіче ім'я у Греції. Одне з передмість Афін також названо на честь Байрона — Віронас.

## Цікаві факти з життя
- Сучасники згадували про те, що Байрон мав привабливу зовнішність.

Як говорив Едвард Трелоні:
|  | У зовнішності Байрона втілилася ідеальна норма, якою природа нагороджує генія. Він був у розквіті сил — мав 34 роки, середнього зросту — 5 футів і 8 з половиною дюймів (близько 1,72 метра); красиві риси обличчя, бліда шкіра без жодної плямки чи зморшки, широкі плечі, відкриті груди, чудові пропорції тіла. Невелика, правильної форми голова і кучеряве волосся легко й граційно поєднувалися з міцною довгою шиєю. Очі та форма рота видавали генія. Природа мало що могла додати до того, чим обдарувала, як у зовнішності, так і в її одухотвореності |

Стендаль в листі описав зустріч із Байроном:
|  | Це було восени 1816 року, коли я побачив Байрона в міланському театрі Ла Скала. Мене вразили очі лорда Байрона… Ніколи в житті я не зустрічав нічого прекраснішого та виразнішого. Навіть тепер, думаючи про те, якого виразу великий зодчий має надавати генієві, завжди згадую той прекрасний образ... |

- Єдиною вадою Байрона була кульгавість, яка була викликана помилкою акушерки під час народження Джорджа, що призвела до паралічу сухожиль. Намагаючись виправити свою фізичну ваду, Байрон серйозно займався спортом, став стрільцем, боксером, наїзником, плавцем. Байрон легко міг проплисти 5 миль (9 км). У 1809 р. він переплив гирло річки Тахо, наперекір стрімкій течії під час океанського припливу. Для того часу це була величезна дистанція. У 1810 р. за годину і десять хвилин переплив протоку Дарданелли (шириною понад 4 км). Італійці називали його «англійцем-рибою» після того, як Байрон здобув перемогу під час змагань у Венеції в 1818 p., протримавшись на воді 4 години 20 хвилин і здолавши відстань у кілька миль.
- Фізично загартований і сильний, Байрон, однак, був напрочуд примхливим щодо своєї зовнішності й здоров'я. Знаючи за собою схильність до повноти, він виснажував себе постійними дієтами, ліками, часто голодував.
- У січні 1822 р. померла теща Байрона, леді Ноел, яка залишила йому спадок у 600 фунтів, за умови, що він додасть до своїх імен Джордж Гордон ім'я Ноел. Поет залюбки підписував свої особисті листи «Н. Б.» (Ноел Байрон), що асоціювалося для нього з ініціалами Наполеона Бонапарта.

## Твори

Byron, 1830

- Збірка віршів Години дозвілля, 1807.
- Поема Англійські барди і шотландські оглядачі, 1809.
- Паломництво Чайльда Гарольда (Childe Harold's Pilgrimage), 1812.
- Ода авторам білля проти руйнівників верстатів, 1812.
- Цикл східних поем (Гяур, Абідоська наречена (1813), Корсар, Лара (1814), Мазепа (1818))
- Вірш Пітьма, 1816.
- Пісня для луддитів, 1816.
- Шийонський в'язень (The Prisoner Of Chillon), 1816.
- Філософська драма Манфред, 1817.
- Пісні Чайльда Гарольда, 1817—1818.
- Беппо (Beppo), 1818.
- Мазепа (Mazeppa), 1819.
- Дон Жуан (Don Juan), 1819—1824.
- Видіння суду, 1821.
- Бронзова доба, 1823.

## Вшанування пам'яті
Вулиця Байрона у місті Київ.
Також вулиця Байрона існує у містах Дніпро, Суми.
У місті Харків є провулок Байрона.
У місті Харків проспект Героїв Сталінграду перейменували на проспект Байрона.

## Переклади українською
У проміжку між початком і закінченням циклу про Наполеона Байрон створив «Єврейські мелодії» («Hebrew Melodies») — 23 поезії, опубліковані на початку 1815 р. з повідомленням, що вони «написані для збірки єврейських мелодій … містером Бремом і містером Натаном». Цикл включає найзнаменитіші взірці лірики Байрона Саме цим циклом була започаткована українська перекладна байроніана, коли у харківському альманасі «Сніп» (1841, вип. 1) було опубліковано кілька віршів з «Єврейських мелодій» у перекладі Миколи Костомарова. Вперше повний український переклад циклу «Єврейські мелодії» здійснений Наталією Горішною 2024 року.
Твори Байрона перекладали І. Наумович, О. Кониський, І. Верхратський, О. Н авроцький, М. Старицький, Б. Грінченко, Леся Українка та інші. Найпомітнішим кроком у становленні українського Байрона стали переклади Панька Куліша (перша пісня «Дон Жуана», 1891; «Чайльд-Гарольдова мандрівка», написана 1894, але опублікована вже посмертно Іваном Франком у 1905 році), П. Грабовського («Шільйонський в'язень», 1894 та ін.), І. Франка («Каїн», 1879). У 1899 р. була опублікована філософська поема І. Франка «Смерть Каїна», де він інтерпретує образи англійського поета і водночас полемізує з ним. У XX ст. з перекладної байроніани слід виокремити переклади Є. Тимченка («Каїн»), Д. Загула («Мазепа»), М. Рошківського («Манфред»), Ю. Корецького («Трагедії»), Д. Паламарчука (лірика), Сави Голованівського («Дон Жуан») та інші.
- Лорд Байрон. Дон Жуан (переспів). Переклад з англійської: Панько Куліш. 1890—1891 рр.

- Дон Жуан (пісня 1). Переспів з англійської: Панько Куліш. Львів: журнал «Правда»; Львів: Друкарня товариства імені Шевченка. 1891. 56 стор.

- Гордон Байрон. Чайльд Гарольдова мандрівка. Переклад з англійської: Панько Куліш. Львів, 1905[15]
- Джордж-Гордон Байрон. Каїн [Архівовано 18 грудня 2008 у Wayback Machine.], Коли сниться мені, що ти любиш мене [Архівовано 18 грудня 2008 у Wayback Machine.]. Переклад з англійської: Леся Українка. (Джерело: Леся Українка. Зібрання творів у 12 тт. — К. : Наукова думка, 1975 р., т. 2, с. 310—317.)
- Джордж-Гордон Байрон. «Мазепа», поема. Вільний переклад з англійської: Дмитро Загул. Харків: ДВУ, 1929. — 80с. завантажити з е-бібліотеки Ukrcenter [Архівовано 27 серпня 2011 у Wayback Machine.]
- Джордж-Гордон Байрон. Манфред. Переклад з англійської: М. Рошківський. Харків-Київ: ?, 1931. ? стор.
- Джордж-Гордон Байрон. Трагедії (Каїн, Сарданапал, Потвора перетворення). Переклад з англійської: Юрій Корецький. Київ: Держлітвидав, 1939. 334с.
- Джордж-Гордон Байрон. «Мазепа», поема. Переклад з англійської: Олекси Веретенченка. Детройт: Літературно-мистецький клюб — Детройт, 1959. — 48 с. завантажити з е-бібліотеки Chtyvo [Архівовано 18 вересня 2016 у Wayback Machine.]
- Джордж-Гордон Байрон. «Лірика». Переклад з англійської: Дмитро Паламарчук; передмова: Л. Герасимчук. Київ: Дніпро, 1982. 150 с. (Перлини світової лірики). завантажити з е-бібліотеки Chtyvo [Архівовано 20 травня 2015 у Wayback Machine.]
- Джордж-Гордон Байрон. Шільйонський в'язень. Переклад з англійської: ?. / / часопис «Ранок». — 1982. — № 8;
- Джордж-Гордон Байрон. Каїн. Переклад з англійської: ?. / / часопис «Всесвіт». — 1984. — N3;
- Джордж-Гордон Байрон. Дон-Жуан. Переклад з англійської: Сава Голованівський; малюнки: Віталій Мітченко. Київ: Дніпро, 1985. 541 стор.
  - (передрук) Джордж-Гордон Байрон. «Дон Жуан», поема. Переклад з англійської: Сава Голованівський; передм. С. Д. Павличко. Харків: Фоліо, 2001. 560 с. — (Рандеву). — ISBN 966-03-1554-6 (перевидання 2004)
- Джордж-Гордон Байрон. [Поезії] // Всесвіт. — 1972. — № 5; 1978. № 7; 2000. — № 3—4
- Джордж-Гордон Байрон. Твори. Переклад з англійської Валерії Богуславської. Київ: Дух і Літера, 2004. 369 с. ISBN 966-7888-79-7
- Джордж-Гордон Байрон. «Мазепа», поема. Переклад з англійської: Валерія Богуславська (поема «Паломництво Чайльд-Гарольда»), Олекса Веретенченка (поема «Мазепа») та Дмитро Паламарчук (вірші). Харків: Фоліо, 2005. ISBN 966-03-2728-5
- Джордж-Гордон Байрон. Сатри і поеми. Переклад з англійської Валерії Богуславської. — Київ, без вид., 2006. — 194 ст. ISBN 5-8238-0851-8. — ISBN 1-85326-406-7
- Джордж-Гордон Байрон. Дон Жуан. Переклад з англійської Валерії Богуславської. — Київ, Дух і Літера, 2007. — 592 ст. ISBN 978-966-378-066-5 (примітка: французькі слова у оригіналі перекладені російською)[16]
- Джордж-Гордон Байрон, Олександр Пушкін. Драматичні твори. Переклад з англійської та російської, впорядкування: О. А. Грязнов. Київ: Задруга, 2007. 298 стор. ISBN 978-966-432-027-3
- Джордж-Гордон Байрон. Мазепа: вибране. Упорядник: Лариса Федорів; перекладачі з англійської: П. Грабовський, Д. Загул, В. Самійленко, М. Костомаров, Л. Українка, І. Франко. Львів: Червона Калина, 2011. 206 стор. ISBN 978-966-8997-22-8
- Джордж-Гордон Байрон. Єврейські мелодії. Переклад з англійської: Наталії Горішної// Одеса: ж. Камертон — 2024. — № 1 — с.60-89.
- «Пісні Старого Заповіту. Джордж Гордон Байрон – у перекладах Наталії Горішної» (Лірика, 60 поезій)// Київ: Видавничий дім Кондор, 2025, – 152 с. — ISBN 978-617-8471-34-7

Самвидав
- Переклади на сайті "Поетичні майстерні: Кефалонський щоденник [Архівовано 22 лютого 2014 у Wayback Machine.], Швейцарський щоденник 1816 [Архівовано 22 лютого 2014 у Wayback Machine.], Упир (уривок із роману) [Архівовано 22 лютого 2014 у Wayback Machine.], Промова у Палаті лордів 27 лютого 1812 року, виголошена під час обговорення білля проти руйнівників верстатів [Архівовано 26 лютого 2014 у Wayback Machine.], Звернення до неаполітанських повстанців [Архівовано 22 лютого 2014 у Wayback Machine.]